# White-Out Conditions
White-Out Conditions è il primo album in studio del gruppo musicale norvegese Bel Canto, pubblicato nel 1987.

## Tracce
1. Blank Sheets – 4:15
2. Dreaming Girl – 3:05
3. Without You – 4:04
4. Capio – 2:23
5. Agassiz – 3:53
6. Kloeberdanz – 3:02
7. White-Out Conditions – 4:10
8. Baltic Ice-Breaker – 4:45
9. Upland – 7:02
10. Chaideinoi – 3:29

## Formazione
- Anneli Drecker - voce, sintetizzatore
- Nils Johansen - mandolino, flauto, basso, sintetizzatore, programmazioni
- Geir Jenssen - sintetizzatore, programmazioni